# 毛桐
毛桐（学名：Mallotus barbatus）为大戟科野桐属下的一个种。

## 扩展阅读
- 維基物種上的相關：毛桐